# آلاریا اسکولنتا
آلاریا اسکولنتا (نام علمی: Alaria esculenta)، یک جلبک دریایی خوراکی است که با نام‌های کتانجک بالدار نیز شناخته می‌شود. این یک غذای سنتی در امتداد سواحل شمال اقیانوس اطلس است. ممکن است در گرینلند، ایسلند، اسکاتلند و ایرلند بهصورت تازه یا پخته شده مصرف شود. این تنها گونه از دوازده گونه آلاریا است که هم در ایرلند و هم در بریتانیای کبیر وجود دارد.

## شرح
آلاریا به‌طول حداکثر ۲ متر رشد می‌کند. کل برگ قهوه‌ای است و از یک نوار میانی مشخص با لایه غشایی مواج تا عرض ۷ سانتی‌متر در دو طرف تشکیل شده است. شاخه بدون انشعاب است و به سمت انتها باریک می‌شود. پایه دارای یک نوک کوتاه است که از یک نگهدارنده ریزوئیدی ناشی می‌شود. نوک ممکن است دارای هاگبرگ‌های متعددی باشد که به شکل چماق و تا ۲۰ سانتی‌متر طول و 5 سانتی‌متر عرض دارند که حامل هاگ هستند. این گیاه از یک نوک استوانه‌ای کوتاه که توسط ریزوئیدهای ریشه‌مانند منشعب به صخره‌ها متصل است رشد می‌کند و به‌طول حدود ۲۰ سانتی‌متر می‌رسد. نوک به سمت شاخه ادامه می‌یابد و یک نوار میانی آشکار و بلند را تشکیل می‌دهد، همه جلبک‌های قهوه‌ای بزرگ و بدون شاخه دیگری که در جزایر بریتانیا یافت می‌شوند بدون دنده میانی هستند. لایه نازک، غشایی با حاشیه مواج است..

## تولیدمثل
هاگدان در برآمدگی‌های باریک به‌شکل اجماع برون‌رشد نموده که در نزدیکی پایه رشد می‌کند. اینها به ۲۰ سانتی‌متر طول و ۵ سانتی‌متر عرض رشد می‌کنند.

## توزیع و بوم‌شناسی

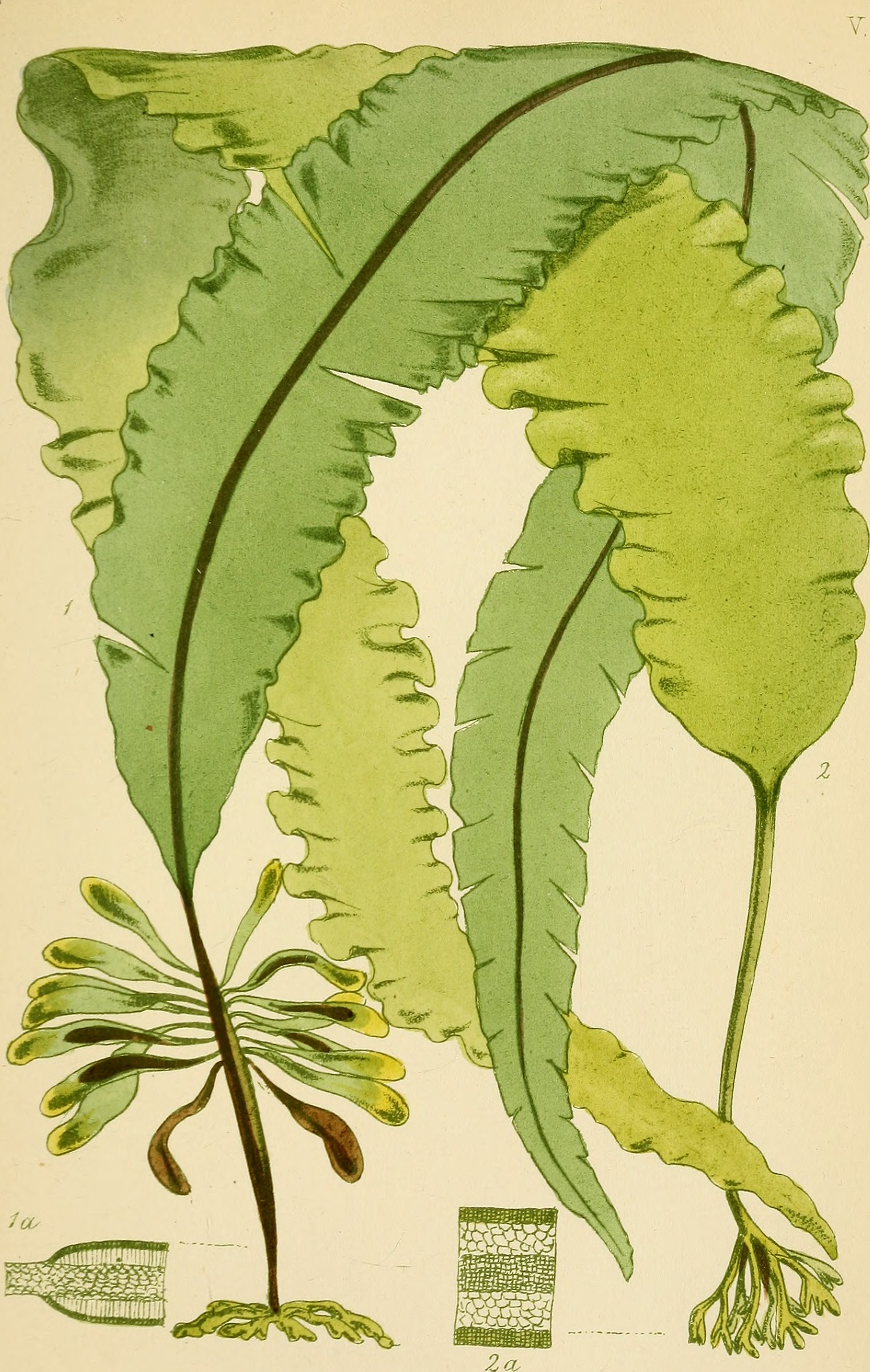
تصویر سازی این گیاه بر گرفته از ویکی پدیا روسی

آلاریا اسکولنتا در ایرلند به‌خوبی شناخته شده است، جایی که به نام مرکز (Láir) یا مرکزی (Láracha) شناخته می‌شود و در بقیه جزایر بریتانیا به جز جنوب و شرق انگلستان چند ساله است.
این یک جلبک بزرگ معمولی در سواحل است که در معرض امواج شدید قرار می‌گیرد به صخره‌ها درست در زیر پایین خط‌آب در "کمربند لامیناریا" متصل است و در سواحل سنگی در مکان‌های باز رایج است. سرعت رشد ذاتی نسبتاً بالایی نسبت به سایر جلبک‌ها دارد، ۵.۵ درصد در روز و ظرفیت حمل حدود ۲ کیلوگرم وزن مرطوب در هر مترمربع. طول آن ممکن است به حدود ۲.۵ متر برسد. از نظر توزیع با فوکوس سراتوس (Fucus serratus) و تا حدودی بیشتر با لامیناریا دیجیتاتا (Laminaria digitata) همپوشانی دارد. دارای مقادیر محدودیت نور کم و زیاد به ترتیب حدود ۵ و ۷۰ وات بر مترمربع است. توزیع آن نیز توسط شوری، قرار گرفتن در معرض امواج، دما، خشک شدن و تنش عمومی محدود است. این و سایر ویژگی‌های جلبک در لوئیس (۱۹۶۴) و سیپ (۱۹۸۰) خلاصه شده است.
هاگبرگ‌های برگ‌مانند از ساقه رشد می‌کنند و زئوسپور (Zoospore) تولید می‌کنند. آلاریا اسکولنتا ممکن است فلوروتانین (Phlorotannin) و لیپیدهای اکسید شده (Oxylipin) را به‌عنوان عملکردهای محافظتی در برابر پرتوافشانی کنشگر فوتوسنتزی و فرابنفش تولید کند. این گیاه میزبان قارچ بیماریزا فیکوملینا لامیناریا (Phycomelaina laminariae ) است.

## توزیع جهانی
- اروپا: فرانسه اقیانوس اطلس، جزایر کانال، بریتانیا، ایرلند، هلند، هلیگولند، بالتیک، ایسلند، فارو، نروژ و سوالبارد.
- آمریکای شمالی: نیویورک، نیوانگلند، استان های دریایی، نیوفاندلند، کبک، لابرادور، آلاسکا، قطب شمال کانادا و گرینلند.
- آسیا: ژاپن، کره، کوریل، ساخالین و کامچاتکا.